# Meccanismo di difesa
Un meccanismo di difesa, nella teoria psicoanalitica, è una funzione propria dell'Io attraverso la quale questo si protegge da eccessive richieste libidiche o da esperienze di pulsioni troppo intense che non è in grado di fronteggiare direttamente.

## Storia
Le teorie di Sigmund Freud sono all'origine dello studio dei meccanismi di difesa che è stato sviluppato da diversi psicoanalisti; in particolare sono di ampio rilievo i contributi della figlia di Freud, Anna Freud nel suo libro L'Io e i meccanismi di difesa, 1968 (Das Ich und die Abwehrmechanismen, 1936; The Ego and Mechanisms of Defense, 1937).

## Descrizione

### Teoria
La teorizzazione dei meccanismi di difesa è mutuata dall'esperienza clinica di vari psicoanalisti nell'osservazione delle più comuni reazioni dei pazienti a esperienze particolarmente penose o considerate insuperabili, ma anche nei confronti di situazioni relazionali comuni, che però creano difficoltà nell'integrare la sfera delle pulsioni e quella morale. Per estensione in psicologia si intendono tali tutti i meccanismi psichici, consci e inconsci, messi in atto dall'individuo per proteggersi da situazioni ambientali, esistenziali e relazionali dolorose o potenzialmente pericolose.

### Natura inconscia e combinata
Un meccanismo di difesa entra in azione con modalità al di fuori della sfera della coscienza: di fronte a una situazione che genera eccessiva angoscia, per esempio, l'Io ricorre a varie strategie per fronteggiare l'estrema portata ansiosa dell'evento, con lo scopo preminente di escludere dalla coscienza ciò che è ritenuto inaccettabile e pericoloso. Raramente i meccanismi di difesa intervengono separatamente: nella maggior parte dei casi sono combinati per fronteggiare l'evento o l'effetto sotto più profili.

### "Normalità" e "patologia"
Nella teoria psicoanalitica i meccanismi di difesa sono funzioni di un Io stabile, dal momento che servono a gestire le comuni richieste pulsionali (ambientali o interne, operate da istanze psichiche) in rapporto all'altrettanto comune coscienza morale o alle individuali capacità di fronteggiare reazioni affettive (sia considerate "positive" che "negative"). Si tratta perciò di funzioni fondamentali per l'adattamento, per operare quell'ideale compromesso fra pulsione e morale culturale di cui Freud si occupò a lungo nella determinazione delle cause della nevrosi.
I meccanismi di difesa non dovrebbero essere intesi come "patologici", neppure se il loro impiego è disadattivo, dal momento che possono essere utilizzati in maniera troppo rigida, inflessibile e indiscriminata (per esempio, mancando un'effettiva situazione minacciosa), ma la loro funzione è sempre la stessa, quella cioè formatasi nel corso dello sviluppo infantile per affrontare la realtà. Nei casi in cui i meccanismi di difesa vengano impiegati in senso disadattivo, sono riscontrabili le più comuni forme di disturbo mentale.

## Classificazioni

### Per periodo di sviluppo
Per il periodo di sviluppo, i meccanismi di difesa si possono dividere in due gruppi: meccanismi di difesa primari (immaturi) e secondari (maturi). I primari sono primitivi, immaturi e sviluppati nella prima infanzia. Secondo Freud, si sviluppano precocemente quando non si instaura chiarezza nel confine tra il Sé e il mondo esterno. I meccanismi primitivi tendono a essere "totalitari". Al contrario, i meccanismi di difesa maturi (secondari) si sviluppano nell'età adulta. I meccanismi di difesa secondari nascono quando vi sono conflitti tra l’io, il super io e l’es oppure se ci sono conflitti tra la parte dell’Io che vuole vivere esperienze e quella capace di osservare senza passare all’azione.

#### Primari-immaturi
- Scissione e dissociazione: nella scissione si ha una separazione ("verticale") delle qualità contraddittorie dell'oggetto (buone e cattive), e di conseguenza dei sentimenti ad esso relativi, spesso vissuti come non integrabili ("tutto o nulla"). Nella dissociazione, i diversi aspetti della realtà mentale o di un evento spesso traumatico restano "relegati" in diversi settori dell'attività cosciente. Tipicamente presente, in senso disadattivo, nei Disturbi Dissociativi dell'Identità, più noti come "personalità multiple", o nelle esperienze di depersonalizzazione e derealizzazione. Quindi mentre nella scissione vengono integrati gli aspetti cognitivi e non quelli affettivi, nella dissociazione sia aspetti cognitivi che affettivi sono tenuti separati (generando per esempio una personalità A e una B).
- Identificazione proiettiva: processo di proiezione delle qualità percepite come "cattive" dell'Io sull'oggetto relazionale, e successiva identificazione al fine di esercitare un controllo (spesso aggressivo) su di esso. Proiettando sull'altro le proprie qualità inaccettabili l'Io può sviluppare l'illusione di poterle dominare dall'esterno. È un meccanismo di difesa complesso, che opera in seguito ad una scissione. Sui meccanismi dell'identificazione proiettiva si basa la controidentificazione proiettiva, che ne rappresenta una sorta di "completamento relazionale".
- Introiezione: processo di assimilazione e "assorbimento" dell'oggetto o di sue qualità, che vengono riconosciute come proprie. Le caratteristiche introiettate dell'oggetto diventano indistinguibili (a livello rappresentativo) dal Sé. Non si tratta di una "copiatura", ma di un vero e proprio "assorbimento" della rappresentazione dell'oggetto e delle sue qualità nella propria struttura psichica. Meccanismo essenziale nello sviluppo infantile, che consente al bambino di assimilare le figure significative, come i genitori, e di mantenere internamente e "ricorrere" alle loro qualità anche in assenza di esse.
- Negazione: variante meno grave della denegazione o diniego o forclusione in cui vi è una completa scotomizzazione del dato di fatto conflittuale, senza alcuna consapevolezza di ciò. Nella negazione di livello nevrotico quello che viene negato è solo l'affetto, mentre il rapporto con la realtà è di norma mantenuto. Il diniego, presente solitamente nelle psicosi, viene utilizzato quando il pericolo potenziale per il mantenimento della struttura psichica è estremo. Ovviamente, l'uso massiccio della negazione produce conseguenze negative nei confronti della possibilità di risoluzione di un problema sul piano di realtà; per cui questo meccanismo è in genere disadattativo e disfunzionale. È disadattivo perché non permette la risoluzione di un problema, invece è disfunzionale in quanto provoca un danno all'individuo.
- Proiezione: attribuzione (riconoscimento cosciente) dei propri sentimenti e affetti inaccettati all'esterno, su un altro oggetto o sull'intero ambiente. Opera di frequente assieme alla scissione delle proprie qualità ritenute "buone" e "cattive", ed in cui vengono proiettate all'esterno le ultime. Meccanismo alla base della paranoia.

#### Secondari-maturi
- Annullamento retroattivo: compiere un'azione al fine di annullarne "magicamente" una precedente. Ad esempio: compulsione a lavarsi necessaria per annullare un atto ritenuto come "sporco" svolto in precedenza, reale o meno che sia. È un tipico meccanismo di difesa della nevrosi ossessiva.
- Condensazione: prendere elementi di due rappresentazioni e produrne una terza che condensi in sé le caratteristiche considerate.
- Evitamento: meccanismo difensivo mediante il quale il soggetto rifugge l'oggetto ansiogeno o fobico che costituisce una fonte di angoscia apparentemente insopportabile e insormontabile. L'evitamento è un meccanismo difensivo che, se esperito per lungo tempo, risulta deleterio e disfunzionale per il soggetto, poiché l'atto di rifuggire la causale della propria angoscia tende ad ingigantire quest'ultima.
- Formazione reattiva: sostituzione di un desiderio inaccettabile con un suo opposto (spesso un comportamento). Può incidere anche sulla costruzione della personalità del carattere; tanto che un eccesso di formazione reattiva può facilitare la costituzione di un cosiddetto "falso Sé" (ovvero, una personalità non autentica). Spesso alla base del sintomo compulsivo: le coazioni che riguardano, ad esempio, la pulizia (lavarsi continuamente le mani usando ogni volta saponette diverse), risulterebbero così formazioni reattive di sentimenti di sporcizia o inadeguatezza.
- Idealizzazione: costruzione di caratteristiche (del Sé o dell'oggetto) onnipotenti e non rispondenti alla realtà oggettiva, al fine di proteggere i bisogni narcisistici. È il meccanismo di difesa attraverso il quale si proietta su una persona una "perfezione" che non c'è. Abbiamo un'idealizzazione primaria, usata nell'infanzia quando il bambino ha un'altissima considerazione nei confronti dei propri genitori. Si può trovare anche nell'innamoramento, specialmente quando ci si innamora di qualcuno che sembra perfetto, e che ovviamente non esiste. Spesso l'idealizzazione è una formazione reattiva il cui scopo è quello di nascondere (con il suo opposto) l'aggressività che si prova per una determinata persona.
- Identificazione: auto-attribuzione ed "assunzione" di caratteristiche e qualità proprie dell'oggetto stimato e amato. È fondamentale nello sviluppo del bambino, che "copierà" caratteristiche dei genitori e di altre persone significative nel corso della sua educazione.
- Identificazione con l'aggressore: indica l'assumere il ruolo dell'aggressore e dei suoi attributi funzionali, o l'imitarne la modalità aggressiva e comportamentale. Un suo sottotipo particolare è la cosiddetta "sindrome di Stoccolma".
- Intellettualizzazione: controllo razionale delle pulsioni al fine di evitare una compromissione nei confronti di qualità affettive inaccettabili, o che generano difficoltà nella loro gestione. Usata anche nell'adolescenza per fronteggiare la ricca richiesta pulsionale tipica di questa età, spesso causa di sofferenza. Si tratta di un tipo particolare di razionalizzazione, in cui non solo si producono "spiegazioni apparentemente logiche", ma tali spiegazioni vengono direttamente fondate o riferite a dati teorici, scientifici, culturali di una certa astrazione. Si manifesta anche con l'utilizzazione di temi o argomenti colti o culturalmente condivisi per nascondere l'angoscia.
- Razionalizzazione: tentativo di "giustificare", attraverso comportamenti, ragionamenti ed argomenti un fatto o processo relazionale che il soggetto ha trovato angoscioso. In altre parole, la razionalizzazione consiste nel costruire attribuzioni, ipotesi o ragioni esplicative "di comodo", per poter contenere e gestire l'angoscia.
- Repressione: È quel meccanismo di difesa che consiste nella decisione consapevole di "reprimere" la rappresentazione interna di un'esperienza angosciosa dal campo della coscienza.
- Rimozione: allontanamento ("orizzontale") degli effetti pulsionali dell'esperienza (traumatica o più generalmente inaccettabile) dalla sfera della coscienza. La rimozione sembra uno dei meccanismi di difesa più arcaici ed universali. Consiste nell'inconsapevole cancellazione di un ricordo, di una esperienza che il soggetto ha vissuto come acutamente angosciante o traumatizzante. Un'esperienza si dice traumatizzante quando soddisfa le seguenti caratteristiche:
  - Quando accade all'improvviso
  - Quando produce uno spavento acutissimo
  - Quando fa sì che il soggetto diventi impotente ed incapace di controllare situazioni.
  - Quando il soggetto sente di subire qualcosa di così tremendo da produrre un danno, anche fisico, irreparabile. Dalle statistiche si è scoperto che l'evento più traumatizzante è lo stupro e le esperienze di morti improvvise di cui si sia testimoni. Questo meccanismo di difesa dura a lungo ed è antico: si sviluppa, secondo Freud, nella fase edipica a tre-quattro anni ed il bambino, alla fine della fase edipica rimuove i sentimenti e gli aspetti sessuali nei confronti della madre. Si ha nella zona inconscia dell'Io ed è un meccanismo efficace nelle situazioni angosciose ed eventi traumatici.
- Regressione: Attraverso questo meccanismo di difesa l'io si difende tornando indietro ad uno stadio precedente, poiché quello attuale provoca troppo dolore o ansia.
- Spostamento: investimento di sentimenti inaccettabili su un oggetto "sostitutivo", che assume il ruolo di oggetto manifesto, o apparente, ed è in stretto rapporto simbolico con l'oggetto reale o la rappresentazione mentale che causa l'attivazione di questa difesa. Interviene spesso nella genesi delle fobie, per cui si 'sposta' il sentimento inaccettabile sull'oggetto detto 'fobigeno'.
- Sublimazione: soddisfazione della pulsione mediante il cambiamento dello scopo o dell'oggetto in direzione più accettata culturalmente (per esempio: aspirazioni artistiche al posto delle pulsioni sessuali).

### Per tipo di patologia

#### Propri delle nevrosi
I meccanismi di difesa che operano in un contesto nevrotico (sia alla base, cioè nella formazione di un disturbo nevrotico, sia nel senso di un mantenimento della nevrosi) agiscono soprattutto nella direzione di un contenimento o gestione dell'ansia o di altre situazioni affettive intense. Il più comune di essi è la rimozione, assieme alla quale operano meccanismi più "complessi" implicati spesso nella formazione del comportamento ritenuto sintomatico, come la formazione reattiva (comune nei disturbi ossessivo-compulsivi), lo spostamento e la condensazione (tipici delle fobie), e l'intellettualizzazione.

#### Propri dei disturbi di personalità
Nei disturbi di personalità, si osservano spesso delle difficoltà nella gestione degli affetti, che possono risultare eccessivamente intensi anche in presenza di un evento che comunemente è giudicato neutro. I meccanismi di difesa tipici di questi disturbi operano soprattutto nella struttura dell'Io, tanto che il più comune di questi è la scissione. Altri meccanismi riconosciuti sono la proiezione (impiegata in maniera massiccia e incontrollabile nelle personalità paranoidi), l'idealizzazione (impiegata in quadri borderline). Solitamente, questa classe di meccanismi di difesa è considerata più arcaica rispetto a quella dei meccanismi tipici delle nevrosi, proprio perché più elementari e impiegate in maniera massiccia nella primissima infanzia.

#### Propri delle psicosi
In un quadro psicotico i meccanismi di difesa impiegati (ad esempio scissione e diniego) operano soprattutto nella direzione del rapporto fra l'Io e la realtà, ed il modo in cui questa viene affrontata e gestita a livello psichico. A questo livello sono frequenti molti meccanismi di difesa tipici anche dei disturbi di personalità, ma impiegati in maniera più "drastica" e spesso talmente disadattiva da compromettere l'esame di realtà (come nel caso di negazioni, allucinazioni, etc.).

## Strumenti di indagine
Gli strumenti più utilizzati per la valutazione dei meccanismi di difesa:
- Defense Mechanisms Rating Scale (DMRS)[5] di Christopher Perry, è una scala di misura basata sul "modello gerarchico delle difese"[6] studiato da George Eman Vaillant a partire dagli anni '70.[7] La scala tende ad identificare 28 meccanismi di difesa (da quelli più primitivi a quelli più maturi), ordinati gerarchicamente in 7 cluster difensivi: acting out, borderline, narcisismo, diniego, nevrotico, ossessivo, maturo.
- Defense Mechanism Inventory (DMI)[8] di Gleser e Ihilevich,[9] un test proiettivo che, attraverso il racconto di dieci storie, rileva cinque stili difensivi, quali: aggressività, proiezione, falsificazione della realtà, comportamenti autopunitivi, minimizzazione della gravità di minacce interne o esterne.[10]
- Defense Style Questionnaire (DSQ)[11] di Michael Bond, un questionario di 88 item su scala Likert a 9 punti che rileva quattro stili difensivi: acting out come aggressione passiva e proiezione; distorsione dell'immagine come scissione, idealizzazione primitiva e svalutazione; self-sacrificing come formazione reattiva e pseudo-altruismo; difese mature quali humor, soppressione e sublimazione.
- The Life Style Index (LSI) di Plutchik, Kellerman, & Conte (1979).